# The Crusade (Doctor Who)
A The Crusade a Doctor Who sorozat tizennegyedik része, amit 1965. március 27. és április 17. között vetítették négy epizódban.

## Történet
A Tardis a 12. században, a Jeruzsálemi Királyságban materializálódik, ahol éppen Oroszlánszívű Richárd folytat kereszteshadjáratot a szaracén uralkodó, Szaladin ellen. Barbarát elfogják a szaracénok, míg a többiek a király egy szövetségesénél lelnek menedéket. Hamarosan nyakig merülnek a politikai és valós csatározások, banditák, emírek stb. egyvelegébe.

## Epizódok listája
- 1. rész: The Lion (magyarul: Az oroszlán)
- 2. rész: The Knight of Jaffa (magyarul: A jaffák lovasai)
- 3. rész: The Wheel of Fortune (magyarul: A szerencsekerék)
- 4. rész: The Warlords (magyarul: A hadurak)

## Könyvkiadás
A könyvváltozatát 1973. május 2-án adta ki a Target könyvkiadó.

### Fordítás
- Ez a szócikk részben vagy egészben  a   The Crusade című angol Wikipédia-szócikk fordításán alapul.  Az eredeti cikk szerkesztőit annak laptörténete sorolja fel. Ez a jelzés csupán a megfogalmazás eredetét és a szerzői jogokat jelzi, nem szolgál a cikkben szereplő információk forrásmegjelöléseként.